# Pityrodia hemigenioides
Pityrodia hemigenioides là một loài thực vật có hoa trong họ Hoa môi. Loài này được (F.Muell.) Benth. miêu tả khoa học đầu tiên năm 1870.